# Национални парк Семлики
Национални парк Семлики је један од националних паркова Уганде у Бундибугјо дистрикту на западу земље. Статус националног парка добио је у октобру 1993. године и један је од новијих паркова Уганде. У оквиру парка налазе се тропске кишне шуме, једине у источној Африци. Ова област једна је од најбогатијих у Африци по цвећу и разликама у фауни, а постоји и велики број врста птица. Парком управља Угандска управа за дивље животиње.

## Географија
Семлики се налази на Угандској граници са Демократском Републиком Конго. Планински венац Рувензори налази се на југоистоку парка, а Албертово језеро на западном делу парка. Парк лежи унутар Албертовог рифта и западног дела Источноафричког рифта. Просечна надморска висина креће се од 660 до 760 м.
У парку годишње има 1.250 мм падавина, а највише их је од марта до маја и од септембра до децембра. Многе области у парку доживљавају поплаве током кишне сезоне. Температура у парку варира од 18 до 30 °C, са релативно малим дневним варијацијама.
Границе парка чине истоимена река Семлики и река Ламија, које су дом и место за многих водених врста. У оквиру парка налазе се два топла извора воде, а један од њих зове се Мумбуга и подсећа на гејзир, јер избацује воду 0.5 м у висину. Ови врели извори привлаче велики број птица и они су извор соли, којим се хране многе животиње.
У периоду од 1932—1999. године област Националног парка Семлики постојала је као шумски резерват, у почетку вођена од стране колонијалне владе, а потом и од управног сектора Угандске владе. Влада је у октобру 1993. године направила национални парк за заштиту шума као интегралног дела заштићених подручја западне Рифтове долине.
Парк је део мреже заштићених подручја у долини Албертине рифт. Остала заштићена подручја у овој мрежи укључују:
- Планински венац Рувензори, Уганда
- Национални парк Бвинди, Уганда
- Национални парк Кибале, Уганда
- Национални парк Краљица Елизабета, Уганда
- Национални парк Вирунга, Демократска Република Конго
- Вулкански национални парк, Руанда

Посетиоци у парку могу се бавити посматрањем птица, физичким активностима на травањацима савана, пешачењем кроз 13 километара дугу стазу и посетити вреле изворе где је вода довољно врућа да скува јаја.
Од 2016. године Национални парк Семлики рангиран је на 68. месту од 120 ствари за посетити у Уганди.

## Флора и фауна
Подручје које Национални парк Семлики покрива је посебан екосистем унутар већег екосистема Албертине рифт. Парк се налази на станишту неколико климатских и еколошких зона и као резултат има велику разноврсност биљних и животињских врста и многих микрохабитуација. Већина биљних и животињских врста у парку се такође налази у шумском басену Конга, при чему многе од ових врста досегну источну границу њиховог опсега.
У парку се налазе претежно влажне зимзелене и полулистопадне шуме. Доминатна биљна врста у шуми је дрво Cynometra alexandri.
У парку се налази више од 400 врста птица, укључујући медарице. Шумских птица има 216 врста, укључујући и ретке Turdus oberlaenderi и Phyllastrephus lorenzi врсте. Девет врста птица кљунорога пописано је у парку.
На простору Семлики националног парка, пописано више од 60 врста сисара укључујући бизона, леопарда, нилског коња, мону заморца, јеленчића, галага, цивета, слона и врсту Idiurus zenkeri.
Девет врста дујкера пописани су у парку, укључући црнолеђег дујкера.
У парку је пописано осам врста примата и скоро 300 врста лептира.

## Становништво у парку
Шуме у парку имају велики социјално-економски значај за људске заједнице које живе близу парка. Локални становници баве се пољопривредом и користе шуме у парку како би олакшали живот. Неки од производа који добијају из шума укључују воће и поврће, брашно, биљни лек и дрвеће од којег праве објекте. Локално становништво расте по стопи од 3,4 одсто годишње. Висока густина насељености и опадање пољопривредне продуктивности у комбинацији са недостатком алтернативних извора прихода доводи до тога да локално становништво све више зависи од ресурса парка. Шума такође игра важну културну и духовну улогу у животима локалног становништва, а у њима живи око 100 људи, припадника пигмејског народа Тва, који су аутохтона заједница и и даље у великој мери живе од лова и сакупљања плодова.
Будући да туризам народу Тва пружа додатне приходе, посетиоци парка могу сазнати више о њиховој култури и историји и видети ручно израђене предмете које су произвели.
Раније праксе органа управљања које су искључиле локално становништво изазвале су огорченост међу њима. Ово је смањило ефективност пракси конзервације и доприниело појављивању илегалних активности. Од деведесетих година, угандска управа за дивље животиње укључила је локалне заједнице у управљање парковима.
Цивилни немири су се одвијали у округу Бундибугјо између 1997. и 2001. године. Дана 16. јуна 1997. године, побуњеници Демократских снага Алијансе напали су и преузели град Бундибугјо и окупирали седиште парка. Људи који су живели у близини парка били су пресељени у логоре.